# Amerikabaumläufer
Der Amerikabaumläufer (Certhia americana) früher Andenbaumläufer ist eine nordamerikanische Vogelart, die dort die Stellung des eurasischen Waldbaumläufers einnimmt.

## Merkmale
Das Gefieder des 13 cm langen Amerikabaumläufers ist oberseits  braun-weiß getupft, unterseits weißlich und hat einen weißen Überaugenstreif. Er verfügt über einen langen, dünnen, gebogenen Schnabel und einen steifen Stützschwanz.

## Vorkommen
Der Amerikabaumläufer lebt in Nadel- und Mischwäldern in weiten Teilen Nordamerikas bis nach Zentralamerika, die nördlichen Populationen im Südosten der USA und in Nordmexiko.

## Verhalten
Außerhalb der Paarungszeit ist der Amerikabaumläufer ein Einzelgänger, der sich lediglich in der kalten Jahreszeit mit anderen kleinen Vögeln zu größeren Schwärmen zusammenschließt. Er sucht Bäume systematisch nach Spinnen und Insekten ab.

## Fortpflanzung
Der Amerikabaumläufer nistet zwischen Efeu, loser Borke oder in einer Baumspalte. Diese Höhlungen werden mit Borke, Moos und anderem pflanzlichen Material ausgepolstert, bis ein taschenförmiges, weiches Nest entsteht. Das Weibchen brütet alleine fünf bis sechs Eier zwei Wochen lang aus.

## Unterarten
Es sind fünfzehn Unterarten bekannt:
- C. a. alascensis Webster, JD, 1986[2] – Diese Unterart kommt im südlichen zentralen Alaska vor.
- C. a. occidentalis Ridgway, 1882[3] – Diese Subspezies kommt im südöstlichen Alaska, im Westen Kanadas und im Westen der USA vor.
- C. a. stewarti Webster, JD, 1986[4] – Diese Unterart ist auf den Inseln British Columbias im Südwesten Kanadas verbreitet.
- C. a. zelotes Osgood, 1901[5] – Diese Subspezies ist in den Bergen im Süden Oregons über den Norden, Osten und Süden Kaliforniens im Westen der USA verbreitet.
- C. a. phillipsi Unitt & Rea, 1997[6] – Das Verbreitungsgebiet dieser Unterart ist Zentralkalifornien.
- C. a. montana Ridgway, 1882[7] – Das Verbreitungsgebiet dieser Subspezies erstreckt sich über den inneren Südwesten Kanadas bis ins nördliche zentrale Gebiet der USA.
- C. a. leucosticta van Rossem, 1931[8] – Diese Unterart kommt im Süden Nevadas und Utahs vor.
- C. a. americana Bonaparte, 1838[9] – Die Nominatform ist im Süden und Osten Kanadas sowie in den nördlichen zentralen und nordöstlichen Gebieten der USA verbreitet.
- C. a. nigrescens Burleigh, 1935[10] – Diese Unterart kommt im östlichen zentralen Teil der USA vor.
- C. a. albescens von Berlepsch, 1888[11] – Diese Unterart ist im Südwesten der USA und im Nordwesten Mexikos verbreitet.
- C. a. guerrerensis van Rossem, 1939[12] – Diese Unterart kommt im Südwesten von Mexiko vor.
- C. a. jaliscensis Miller, W & Griscom, 1925[13] – Diese Subspezies ist im Westen Mexikos verbreitet.
- C. a. alticola Miller, GS, 1895[14] – Diese Unterart ist im zentralen und südöstlichen Mexiko verbreitet.
- C. a. pernigra Griscom, 1935[15] – Diese Unterart kommt vom Süden Mexikos bis Guatemala vor.
- C. a. extima Miller, W & Griscom, 1925[13] – Diese Subspezies kommt vom Osten Guatemalas bis Nicaragua vor.